# 去勢鉗子

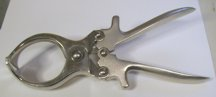
9インチ去勢鉗子、主として ヤギや子牛などに使用。

去勢鉗子（きょせいかんし、英語: Burdizzo）は去勢に使用する大型の鉗子の一種。 陰嚢の上から精索を挟み血管を挫滅することで精巣を壊死させる。バリメックスまたは挫滅鋏とも呼ばれる。陰嚢を切開しないで去勢する非観血去勢に用いられる道具であり、バルザック去勢法と呼ばれる術式で用いられる。

## 動物

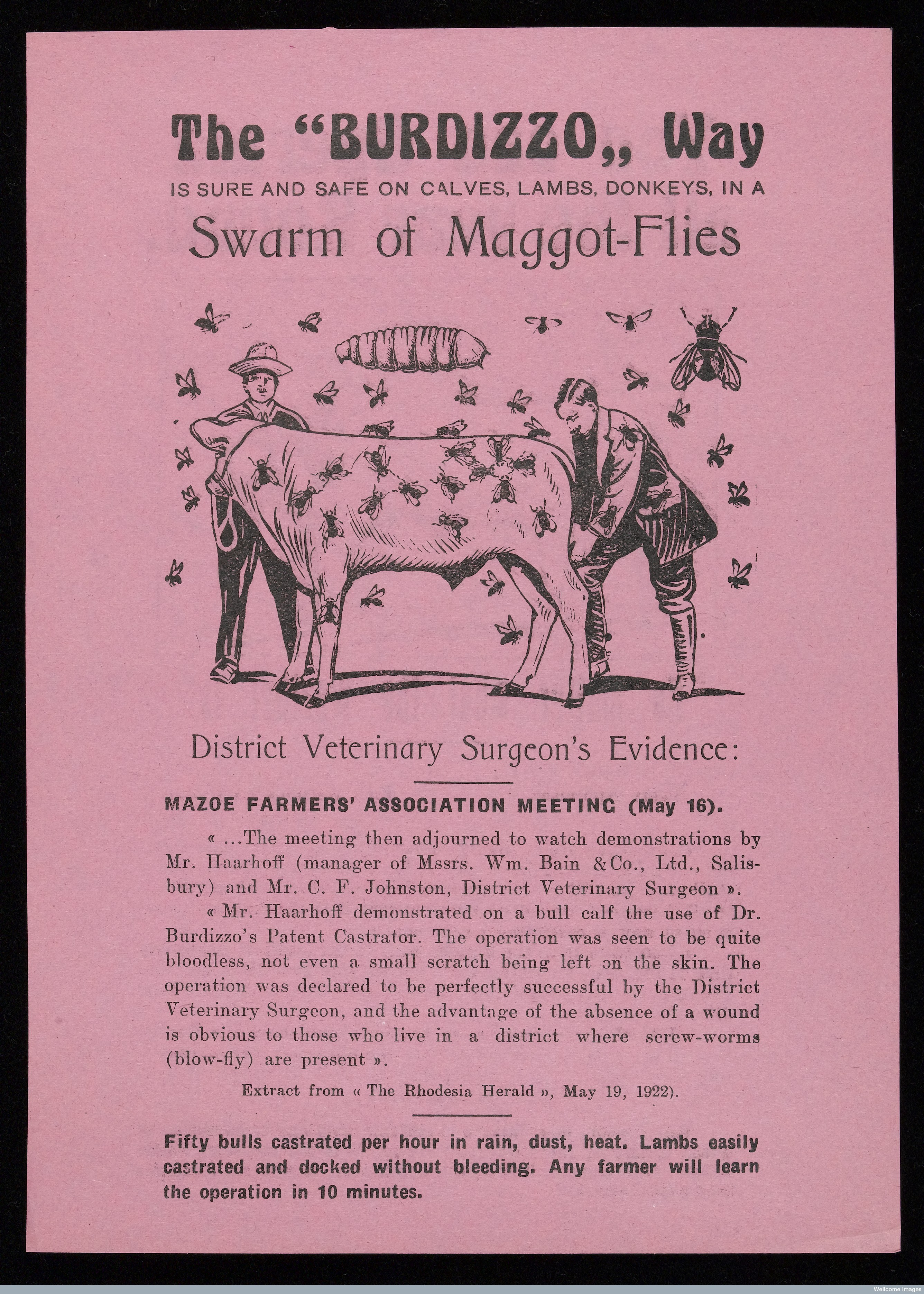
去勢鉗子を紹介する広告

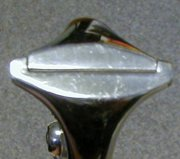
顎の幅がミニインチの去勢鉗子。

去勢鉗子は主として畜産などの動物の牛や羊に使われる。しかし、出血や感染のリスクがあるため神戸牛など高級品の牛は去勢を行うことが減少している。

## 人間
一部の男性の自己去勢手段として去勢鉗子を利用するのは、高いリビドーを持つ人の救済、または人・宗教・友人の影響・楽しみや個人的な理由を求める人・宦官などである。また去勢鉗子を用いられてきた一部のニューハーフ女性や男性-女性トランスジェンダーの者の代替として手術w:orchiectomyが知られる。 
創傷が不要のため、従来の切除する方法に比べて去勢鉗子による去勢は通常無血で処置される。現代の去勢鉗子は開発研究も進み、感染のリスクは低くなっている。
また去勢を行う人の多くは獣医学を考慮しない場合が多く、去勢鉗子を適切に使用できないがために出血・感染するリスクがある。このため人間の利用では精巣感染症にかかりやすくなる。
なお、人間の精嚢を取り除き去勢する場合には麻酔が必要でトラウマになることがある。